# Procession

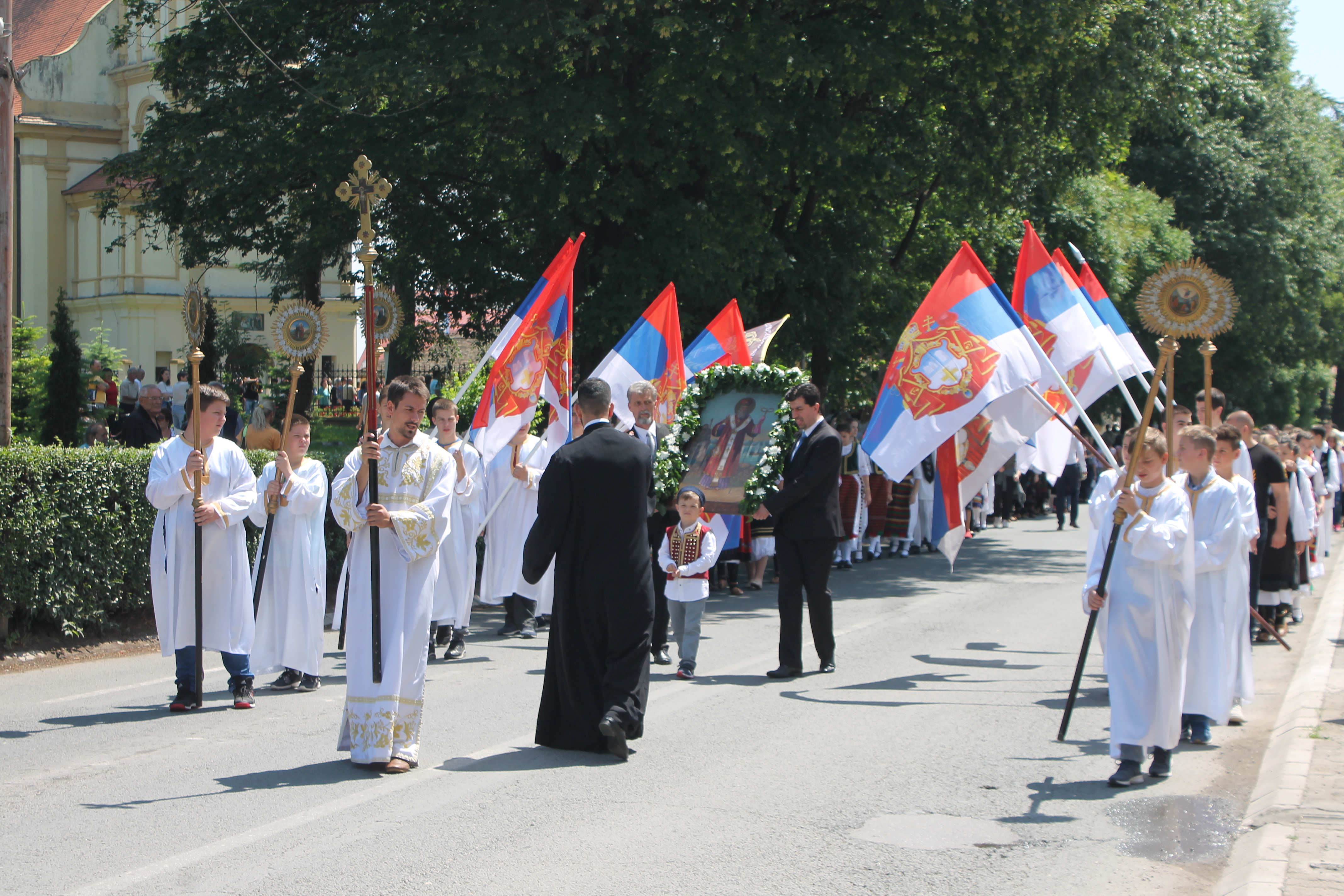
Medlemmar från den serbisk-ortodoxa kyrkan genomför en procession i Šid, Serbien.

Procession (kortege, äldre form cortege) är en skara människor som högtidligt rör sig gående framåt. Procession är känt hos de flesta kulturfolk och används både vid världsliga och religiösa fester.

## Historisk bakgrund
I det gamla Rom tågade segrande konsuler och kejsare i procession. Kristendomen övertog tidigt bruket med procession som begravningståg för martyrer då liket under bön och sång fördes till graven anfört av prästerna.
Vid krig, pest och andra olyckor tågade präster och vanligt folk i procession under bön och åberopande av Gud.

## Religiösa processioner

### Kristendomen
| Anhängare av den rysk-ortodoxa gammalrituella kyrkan genomför en procession i Moskva oblast, Ryssland. |  | Procession i Salta, Argentina. |
| Anhängare av den rysk-ortodoxa gammalrituella kyrkan genomför en procession i Moskva oblast, Ryssland. |  | Procession i Salta, Argentina. |

Inom den kristna kyrkan har procession tidigt förekommit som ett moment i gudstjänsten och i andra kyrkliga handlingar. I västlig kyrklig tradition har bruket fått starkt fäste från medeltiden och framåt, ibland även som en egen gudstjänstform fri från mässan.  Nedan följer ett antal exempel där processioner förekommer i olika västliga kyrkor:
- Ingångsprocession. Sker vid gudstjänstens början, ofta kopplat till det gudstjänstmoment som kallas introitus eller till en ingångspsalm.[3][4][5] Processionen kan bestå av ett processionskors, rökelsekar, evangelieljus och evangelieboken, nattvardsservis, celebrant, diakoner, liturger, sångare och andra medverkande. I östlig kristen tradition intar ikoner en särställning i gudstjänstfirandet, och det är vanligt att också ikoner bär i ingångsprocessionen.
- Nattvardsprocession. Vid firandet av nattvard kan kalk, paten, bröd och vin bäras fram och bort från nattvardsbordet, till exempel i samband med ingångsprocessionen eller från ett särskilt kredensbord.[5]
- Evangelieprocession. Vid läsning av evangeliet kan evangelieboken bäras fram i procession till en pla ts där läsningen sker, ibland åtföljd av processionskors, ljus (evangelieljus), rökelsekar och den eller de personer som behövs för läsningen. I östkyrkan bärs evangelieboken tillsammans med ljus fram till altaret i en särskild procession kallad lilla ingången.[6]
- Vid dop. Dopföljet bär fram dopbarnet eller följer en äldre dopkandidat till dopfunten eller dopbassängen i samband med att dopet ska förrättas. Dopföljet kan även ingå i ingångsprocessionen.
- Vid vigsel. Bruden, brudparet eller ett större brudfölje går i procession fram till koret. Efter vigseln går de i procession ut ur kyrkan.
- Vid begravning och jordfästning. Kistan kan föras in i kyrkan av bärare, ibland tillsammans med hedersbetygelser såsom prestav, fanbärare, gråterskor eller liknande. Kistan kan följas av officiant, liturg eller ett sorgefölje. Efter avslutad gudstjänst kan kistan föras ut ur kyrkan till en begravningsplats, eller transport till krematorium. Beroende på kyrkligt bruk kan ibland enbart ingångs- eller enbart utgångsprocession tillämpas.
- Utgångsprocession. Vid gudstjänstens slut sker en utmarsch i form av en omvänd ingångsprocession. Det förekommer att hela församlingen går ut ur kyrkan i procession efter den huvudsakliga utgångsprocessionen, brudparet, kistan eller liknande.[4][5]
- Sakramentsprocessioner. Bruket att föra nattvardssakramentet i form av konsekrerat bröd och vin i procession, ibland tillsammans med monstrans.[7]
- Vid invigning av ny kyrkobyggnad. Processionen kan till exempel gå runt den nya byggnaden och göra symbolhandlingar så som att stänka vigvatten på byggnaden.

I romersk-katolska kyrkan förekommer utomhusprocessioner i samband med lokala eller större högtider, där processionskors, helgonbilder, större kors eller andra symboler förs fram längs gatorna i samhället.

## Akademiska processioner
Akademiska processioner är vanliga i samband med akademiska högtider såsom installation och promotion, där ordet promotion och promovering har samma etymologiska rot som procession.
En akademisk promotion kan bestå av marskalkar, pedeller eller prestaver, fanborg, de forskarstuderande som ska promoveras, professorer som ska installeras, hedersdoktorer och jubeldoktorer, dekaner och prodekaner, fakulteternas promotorer, rektor magnificus och prorektorer samt, i vissa fall, hedersgäster och andra framträdande representanter för samhället.
I akademiska processioner bärs antingen högtidsdräkt eller särskild akademisk klädsel. Sverige tillämpar generellt högtidsdräkt, till vilken man bär studentmössa, doktorshatt eller lagerkrans. Vid Lunds universitet finns dock en särskild rektorshatt och rektorskåpa, medan promotorer, dekaner och professorer bär talar. I andra länder kan en formell ämbetsdräkt bäras, alternativt lärosätets egen dräkt som ofta baserats på prästers eller domares ämbetsdräkter med rob, cape, kåpa och biretta eller liknande huvudbonad. I brittiska och nordamerikanska examenssammanhang är så kallad oxfordmössa vanligt förekommande. 
I akademiska processioner kan också universitetets regalier bäras; vid Uppsala och Lunds universitet används exempelvis spiror och rektors ämbetskedja. Även vid betydligt yngre lärosäten så som Linköpings universitet och Linnéuniversitetet används rektorskedja och processionsstav.

## Kolonn och kortege

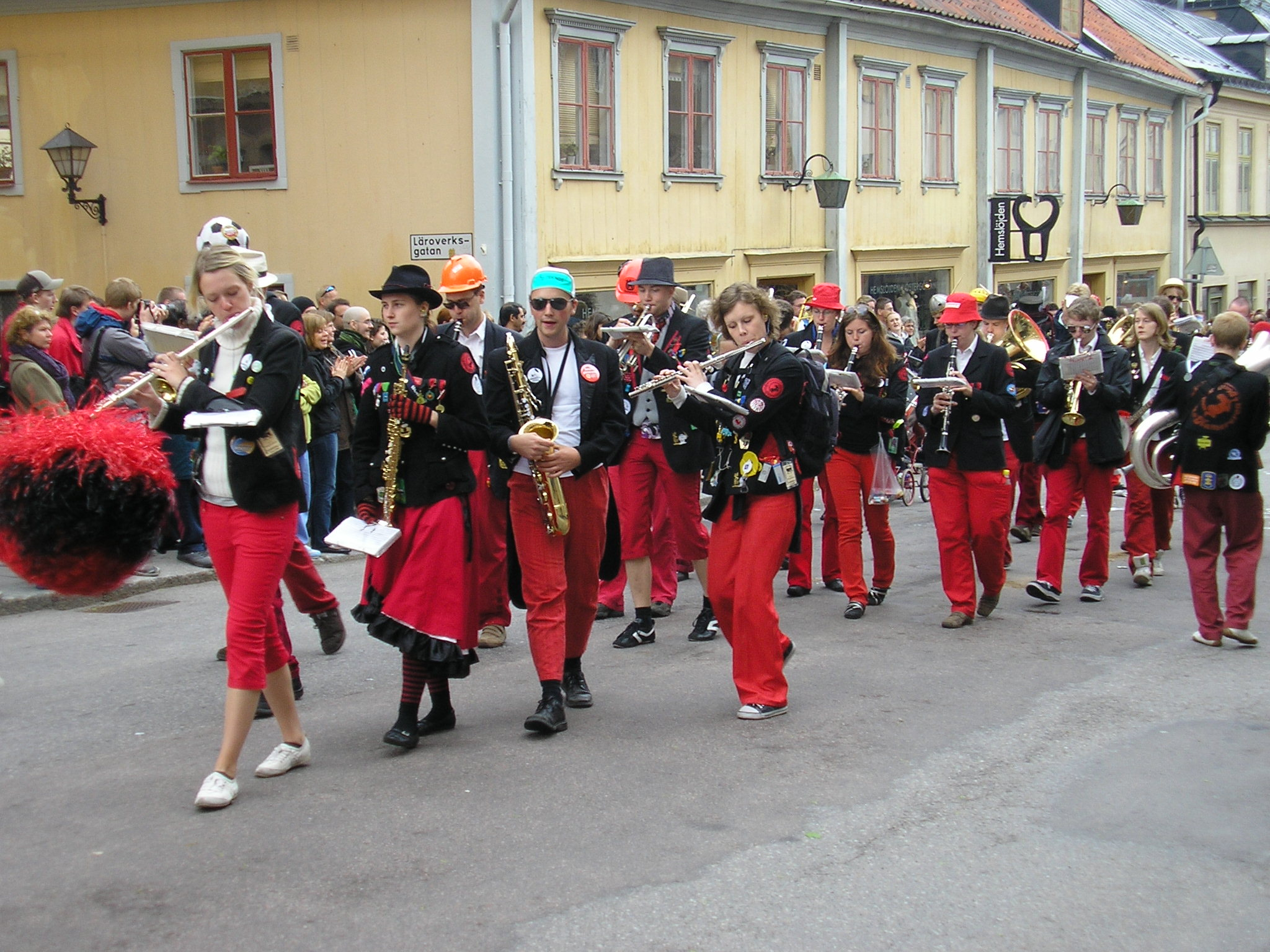
Under Studentorkesterfestivalen (SOF) stängs delar av gatunätet i centrala Linköping av för att låta kortegen passera. Bilden visar Storgatan under festivalen 2007.

En procession bestående av fordon som färdas på rad kallas kolonn, kortege, fordonskortege eller liknande. Exempel på sådana korteger kan vara transporter av statsmän och deras följe, begravnings- och bröllopsföljen eller när nyblivna studenter firar sin examen genom att gemensamt åka runt på lastbilsflak eller i bil.
I Sverige reglerar trafikförordningen att en trafikant inte får bryta eller hindra en fordonskortege, ett begravningsfölje en grupp barn som går på kolonn eller någon annan procession.